# Cyro Del Nero
Cyro del Nero (São Paulo, 28 de dezembro de 1931 - São Paulo, 31 de julho de 2010) foi um cenógrafo, professor universitário e investigador brasileiro.

## Biografia
Nascido em 1931 no Brás, ainda garoto conheceu Manoel Carlos, Fernanda Montenegro, Fernando Torres e Carlos Zara. Na juventude fez teatro, fazendo "ponta" em algumas peças, porém, como gostava de pintar, viu na cenografia uma profissão. Sua primeira cenografia foi a montagem da peça “O Anfitrião” e a convite de Flávio Rangel fez a cenografia da peça “O canto da cotovia”. Após estes primeiros trabalhos, transferiu residência para a Europa e ao retornar, nunca mais parou de trabalhar com cenografia.
Além de teatro, fez trabalhos na televisão, como na TVs Excelsior, Tupi, Bandeirantes e Globo, trabalhando ainda como diretor de arte do Fantástico e criador de aberturas de diversas novelas da emissora. Cyro foi considerado o melhor cenógrafo nacional da 5ª Bienal de Artes Plásticas de São Paulo e também era professor titular da Universidade de São Paulo dos cursos de cenografia e indumentária teatral na USP.
No final da década de 1950 faz sua primeira viagem à Grécia, onde fica por três anos, trabalhando junto ao Teatro Nacional Grego. Ao longo de mais de cinquenta anos repetiria viagens constantes ao país, onde possuía diversos amigos entre intelectuais e artistas. Sua paixão pela Grécia motivou diversos artigos, além da transmissão desta admiração a muitos de seus alunos de cenografia e indumentária, alguns tendo inclusive a oportunidade de visitar o país ciceroneados por um entusiasmado e incansável Cyro.
Manteve por vários anos um curto programa diário na rádio Cultura FM de São Paulo, chamado A Celebração do Dia, onde citava as efemérides culturais.
Cyro faleceu no Instituto do Coração de insuficiência coronariana na madrugada de 31 de julho de 2010.

## Obras
- Cenografia - Uma breve visita
- Máquina para os deuses
- Com a Grécia na Mochila
- A Celebração do Dia
- Com ou sem a Folha da Parreira